# Hesperopeuce longibracteata
Hesperopeuce longibracteata là một loài thực vật hạt trần trong họ Pinaceae. Loài này được Cheng mô tả khoa học đầu tiên năm 1961.